# Kościół św. Marii Magdaleny we Włókach
Kościół świętej Marii Magdaleny we Włókach – rzymskokatolicki kościół filialny należący do parafii Matki Bożej Królowej Polski we Włókach (dekanat Osielsko diecezji bydgoskiej).
Świątynia powstała w 1699 roku. Ufundowana została przez opata cystersów z Koronowa – Ignacego Gnińskiego. Jest to zabytek klasy „0”. W świątyni są organizowane koncerty. W 2018 roku kościół został poddany restauracji.
Budowla jest drewniana, wzniesiona została w konstrukcji zrębowej. Świątynia jest orientowana i reprezentuje styl barokowy. Jej prezbiterium jest mniejsze w stosunku do nawy, zamknięte jest trójbocznie, z boku znajduje się zakrystia. Z boku nawy jest umieszczona kruchta. Od frontu znajduje się wieża zbudowana w konstrukcji słupowo – ramowej, w górnej części jest węższa, w przyziemiu wieży znajduje się kruchta. Wieżę zwieńcza gontowy dach namiotowy. Budowlę nakrywa dach dwukalenicowy, pokryty gontem. Wnętrze nakryte jest stropem płaskim, obejmującym nawę i prezbiterium. Chór muzyczny jest podparty dwoma drewnianymi słupami i posiada prostą linię parapetu. Prospekt organowy o 6 głosach powstał około 1733 roku, ufundował go konsul Abraham Kaniński. Prospekt jest przykładem stylu barokowego. Podłoga została wykonana z drewna. Wnętrze charakteryzuje się skromną polichromią. Na ścianie umieszczone są wizerunki świętych: Bernarda i Małgorzaty ze smokiem. Ołtarz główny pochodzi z XIX wieku. Dwa ołtarze boczne reprezentują styl barokowy, jeden powstał w latach 1650–80, natomiast drugi jest datowany na około 1700 rok. Ambona, także w stylu barokowym, pochodzi z około połowy XVIII wieku. Przy kościele znajduje się jeden z cmentarzy parafialnych.